# ТВ Информ
ТВ Информ — информационная телепрограмма, выходившая в эфир с 28 августа по 31 декабря 1991 года в 21:00 по Первой программе ЦТ СССР, а также по Московской программе с сурдопереводом. Пришла на смену программе «Время», закрытой после Августовского путча. Представляла собой обзор информации. Имела рубрики «Спорт», «Погода» (редко полноценная рубрика, обычно же в конце программы в виде титров пробегали данные о погоде в отдельных экономических районах СССР), «Политик вне политики». 24 октября 1991 года после выпуска программы «ТВ Информ» вышла в эфир рубрика «Точка зрения» в которой политический обозреватель Студии информационных программ телевидения Александр Тихомиров вёл беседу с Председателем Комитета Верховного Совета РСФСР по международным делам Лукиным. 4 ноября 1991 года после выпуска программы «ТВ Информ» вышел в эфир «Репортаж о заседании Госсовета СССР». Производились Студией информационных программ телевидения. С 1 ноября 1991 и до конца существования программы «ТВ-Информ» делался ИТА.
Не следует путать с программой «Пятого канала» «Информ-ТВ» или кабельной сетью «Телеинформ».

## Ведущие
- Сергей Медведев
- Павел Каспаров
- Ирина Мишина
- Татьяна Комарова
- Дмитрий Линник
- Павел Огородников
- Михаил Осокин

## История
28 августа 1991 года в связи с закрытием программы «Время» в эфир стала выходить программа «ТВ Информ». Этот выпуск начал вести Александр Тихомиров, а собственно выпуск провели Дмитрий Киселёв и Татьяна Миткова, а рубрику «Спорт» Нина Еремина. Закрыта 31 декабря 1991 года в связи с закрытием Первой программы ЦТ СССР и заменена на «Новости Останкино».

## Заставки
Начальная заставка — вылетал голубой квадрат, разделённый на множество малых голубых квадратов с надписью в центре «ТВ Информ».
Анонс — на фоне большого голубого квадрата из начальной заставки этой программы появлялись кадры событий освещаемых в выпуске.
Мини-заставка — представляла собой карту Земли по которой сверху вниз проходили фиолетовые полосы.
Конечная заставка (28 августа — 31 октября 1991 года) — на фоне неподвижного пейзажа появлялась надпись «Студия информационных программ телевидения». Конечная заставка (1 ноября — 31 декабря 1991 года) — на фоне неподвижного пейзажа появлялась надпись «Информационное Телевизионное Агентство».

## Спорт
«Спорт» — рубрика телевизионной передачи «ТВ Информ». Представляла собой обзор спортивной информации.
Ведущие:
- Владимир Топильский
- Георгий Саркисьянц
- Евгений Майоров
- Дарья Червоненко
- Нина Еремина

Заставка — появлялись в трёх квадратах три клипа с разными видами спорта и рядом с каждом по надписи «Спорт». Результаты матчей показывались жёлтыми буквами на фиолетовом фоне.

## Прогноз погоды
«Прогноз погоды» — рубрика телевизионной передачи «ТВ Информ». Представляла собой прогноз погоды. Заставка — буквы цвета морской волны, на самых разных пейзажах. Использовались классические музыкальные аранжировки на песни битлов «Вчера», «И я люблю её». Спонсором прогноза погоды были Crosna, МТБ и Автобанк.
Ведущий: Анатолий Яковлев.